# Oxycnemis subsimplex
Oxycnemis subsimplex is een vlinder uit de familie van de uilen (Noctuidae). De wetenschappelijke naam van de soort is voor het eerst geldig gepubliceerd door Dyar.